# Linanthus aureus
Espèce
Linanthus aureus est une espèce de plantes à fleurs de la famille des Polemoniaceae originaire d'Amérique du Nord.

## Description morphologique

### Appareil végétatif
C'est une petite plante grêle, de 5 à 10 cm de hauteur. En général, trois rameaux se forment à chaque ramification. Les feuilles sont opposées, divisées en trois lobes étroits, d'environ 6 mm de longueur, lancéolés et garnis d'une pointe.

### Appareil reproducteur
La floraison a lieu entre avril et juin.
L'inflorescence est une fleur isolée, de couleur jaune (pâle à soutenu selon les individus). Chaque fleur a une corolle en entonnoir de 6 à 13 mm de diamètre. La corolle débute par un tube étroit constitué par 5 pétales soudés, puis s'ouvre en 5 lobes libres, présentant souvent une tache violacée à leur base. Les organes reproducteurs mâles présentent 5 étamines.

### Espèce similaire
Linanthus septentrionalis pousse à l'ouest de la Sierra Nevada et de la Chaîne des Cascades, du Colorado à l'Alberta. Bien que similaire dans l'aspect général et dans la façon de se ramifier, elle est plus grande (jusqu'à 25 cm de hauteur) et possède des fleurs dont la couleur varie du blanc au bleu violacé.

## Répartition et habitat
Linanthus aureus est une plante des déserts du sud-ouest des États-Unis (limite nord : de la Californie au Nevada) et du nord du Mexique.
Elle pousse sur les replats ou les pentes sablonneuses de ces déserts.